# Джабуков, Магомед-Камиль Абакарович
Магомед-Камиль Абакарович Джабуков (17 ноября 1964, Каякент, Каякентский район, Дагестанская АССР, РСФСР, СССР) — актёр Кумыкского музыкально-драматического театра им. А.-П. Салаватова и Государственного республиканского русского драматического театра им. М. Горького в Махачкале. Народный артист Дагестана (2005). Заслуженный артист России (2016).

## Биография
В 1991 году окончил режиссерское отделение Ленинградского государственного института культуры. 20 апреля 2005 года ему было присвоено звание «народный артист Дагестана». 28 июня 2016 года указом № 302, подписанного Президентом России Владимиром Путиным, ему было присвоено звание «Заслуженный артист Российской Федерации».

## Театральные работы
- «Айгази» (Алим Паша Салаватов) — Айгази;
- «Золотой цыпленок» (Владимир Орлов) — Волк;
- «Макбет» (Уильям Шекспир) — Макдуф ;

## Звания и награды
- Орден «За заслуги перед Республикой Дагестан» (2024)[3];
- Народный артист Дагестана (2005);
- Заслуженный артист России (2016).
- Почетный гражданин Каякентского района;